# Adaina parainvida
Adaina parainvida là một loài bướm đêm trong họ Pterophoridae. Loài bướm đêm này được tìm thấy ở Costa Rica và Jamaica.. Con trưởng thành có sải cánh dài 11–13 mm. Con trưởng thành bay vào tháng 7 trong năm. 